# 方津站
方津站（韓語：방진역）是朝鮮民主主義人民共和國咸镜北道清津市青岩区域方津洞的一個鐵路車站，属于平罗线。

## 邻近车站
平羅線
洛山站 - 方津站 - 厚仓站